# フェリックス・ケルステン
フェリックス・ケルステン（Felix Kersten、1898年9月30日 – 1960年4月16日）は、ナチス・ドイツの親衛隊全国指導者ハインリヒ・ヒムラーの専属マッサージ師。

## 略歴
ロシア帝国のドルパート（現エストニアのタルトゥ）にドイツ系住民として生まれた。第一次世界大戦期にはドイツ帝国軍に所属して戦った。1918年4月に部隊とともにフィンランドへ移動し、フィンランド白衛軍としてフィンランド内戦を戦った。内乱後の1920年にフィンランド市民権を得た。1921年9月にフィンランド陸軍（Maavoimat）の中尉となった。ヘルシンキの大学で2年間マッサージを学び、科学マッサージの学位を得た。その後、ドイツのベルリンにマッサージ学の留学をし、ディナーパーティーで偶然出会ったチベット出身のマッサージ師コー博士の弟子となった。1925年にはコーから「私の教えられることはすべてキミに教えた」と言われたという。
この後、ケルステンは影響力のある人物のマッサージ師となることが多くなっていった。1928年からハインリヒ・ツー・メクレンブルクが彼の顧客になった。ベニート・ムッソリーニの娘婿であるイタリア王国外相ガレアッツォ・チャーノ伯爵も顧客だった。その後、ナチ党の親衛隊全国指導者ハインリヒ・ヒムラーの目にとまり、専属マッサージ師になるよう要請された。ケルステン本人によれば後が怖かったので拒否できなかったのだという。ケルステンはヒムラーの激しい胃痛を軽減することができる人物であった。以降、第二次世界大戦終わりのヒムラーの死までヒムラーの信頼を保ち、親衛隊（SS）に大きな影響力を持つ人物となった。
戦後、ケルステンは彼の回顧録で称賛を得ていた。特にオランダ国民を東方への強制送還から救ったとされてオランダからケルステンは高く評価された。オランダ政府からも高い地位の勲章を授与されている。しかしケルステンがそのようなことをした根拠は全くなかった。フィンランドの公文書館によるとケルステンはヒムラーとスウェーデンのフォルケ・ベルナドッテ伯爵の間の交渉の仲介者であったという。これによって「白バス」計画が実現しており、ここに功績を求めればケルステンはノルウェーとデンマークの何百人かの命を守ったことになる。更にケルステン自身は自分がフィンランドのユダヤ人をナチスの手から守ったとも主張している。これも誇張であったが、フィンランド政府は彼がヒムラーへの影響力を通じてそのような功績を残したことを認めている。
ケルステンは戦後、西ドイツ及びスウェーデンで暮らしていた。1953年にスウェーデンの市民権を得た。スウェーデンのストックホルムで死去した。

## 文献
- Felix Kersten著『The Kersten Memoirs, 1940-1945』（Time Life Education。1992年） (英語。原書はドイツ語で英語に翻訳された本）ISBN 0-8094-8737-3
- Loe de Jong著『Het Koninkrijk der Nederlanden in de Tweede Wereldoorlog Volume 10b Het laatste jaar, part II/The Kingdom of the Netherlands during WWII Volume 10b The last year, part II 』(1982年) (オランダ語) 1149ページ
- フィンランド国家辞典のケルステンの項目(Kansallisbiografia)
- Joseph Kesselの著作。さまざまなタイトルで出版された。『The Magic Touch, The Man With the Miraculous Hands』 (Librairie Gallimard。1960年), 『The Man With the Miraculous Hands: The Fantastic Story of Felix Kersten, Himmler's Private Doctor 』(Burford Books 2004 paperback reprint)　ISBN 1-58080-122-6.
- John H. Waller著『The Devil's Doctor: Felix Kersten and the Secret Plot to Turn Himmler Against Hitler』（Wiley。2002年）ISBN 0-471-39672-9.
- Joseph Kessel著『The Man with The Miraculous Hands』（Hazell, Watson & Viney Ltd。1963年）ISBN 978-1580801225